# 新塘南站
新塘南站，是位于中国广东省广州市增城区新塘镇的铁路车站，供穗深城际铁路使用，于2019年12月15日启用。
乘坐穗深城际铁路从新塘南站出发，到东莞西站約11分钟、深圳机场站約53分钟。

## 车站结构
本站共有地下一层和地上三层。车站是广州东部交通枢纽项目的组成部分，与凯达尔枢纽国际广场相连，后者号称是中国首个TOD交通枢纽综合体。
本站为双岛四线车站，为广深铁路新塘联络线外包新白广城际。本站南侧（往深圳机场方向）轨行区设有一组八字渡线，用于所有新塘南至深圳机场区间的列车在新塘南站的站前折返。穗深城际直通广深铁路运营至广州东站期间，来往广州东站的列车会停靠外侧的1、4站台，其通过新塘联络线在新塘站西侧接入广深铁路；而内侧的2、3站台用于停靠在本站始发前往深圳方向的列车。
此外，本站增建了北站厅及与国铁新塘站的换乘大厅和通道，以缩减来往两车站间的距离，但现时尚未启用。

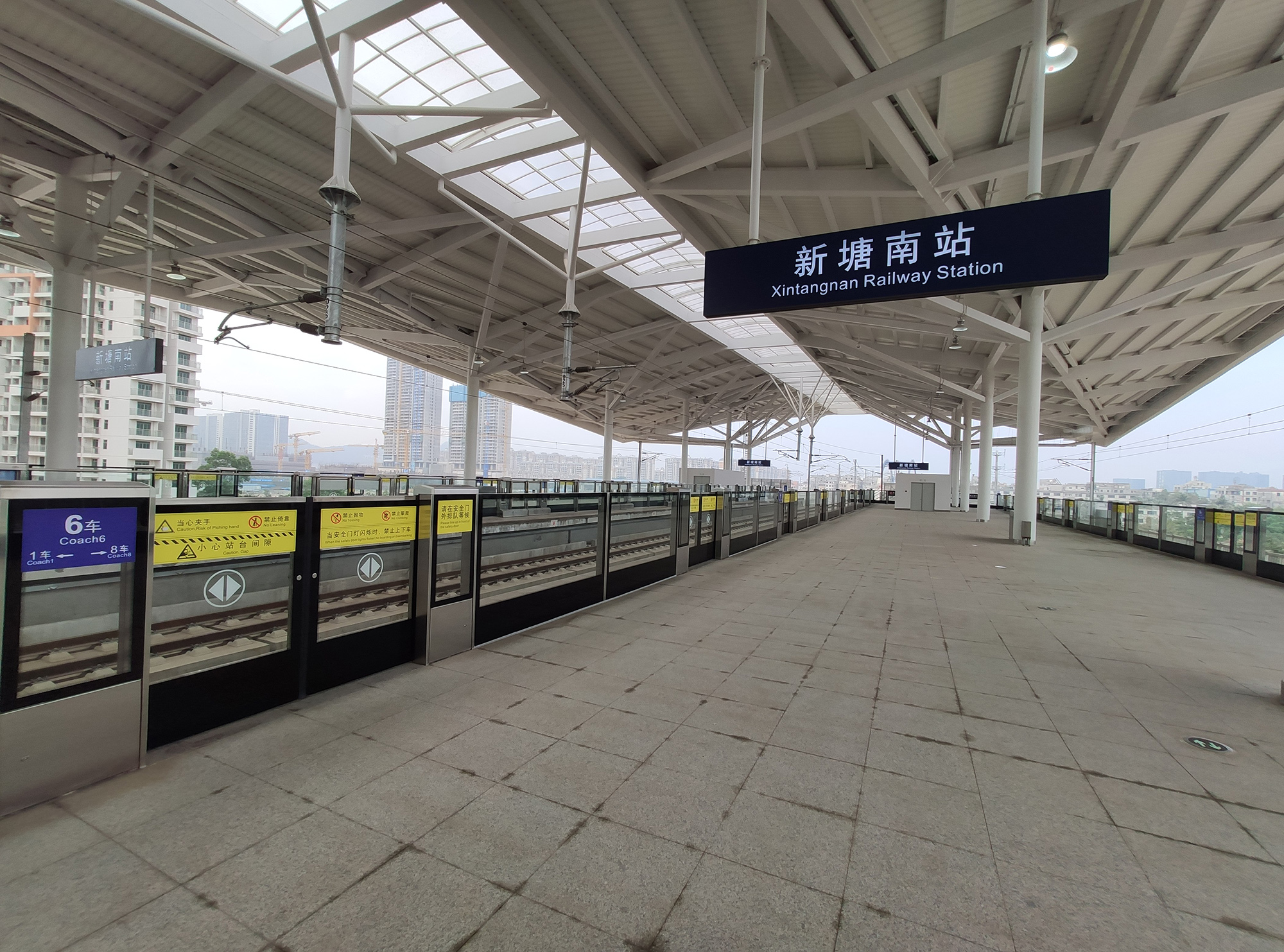
站台
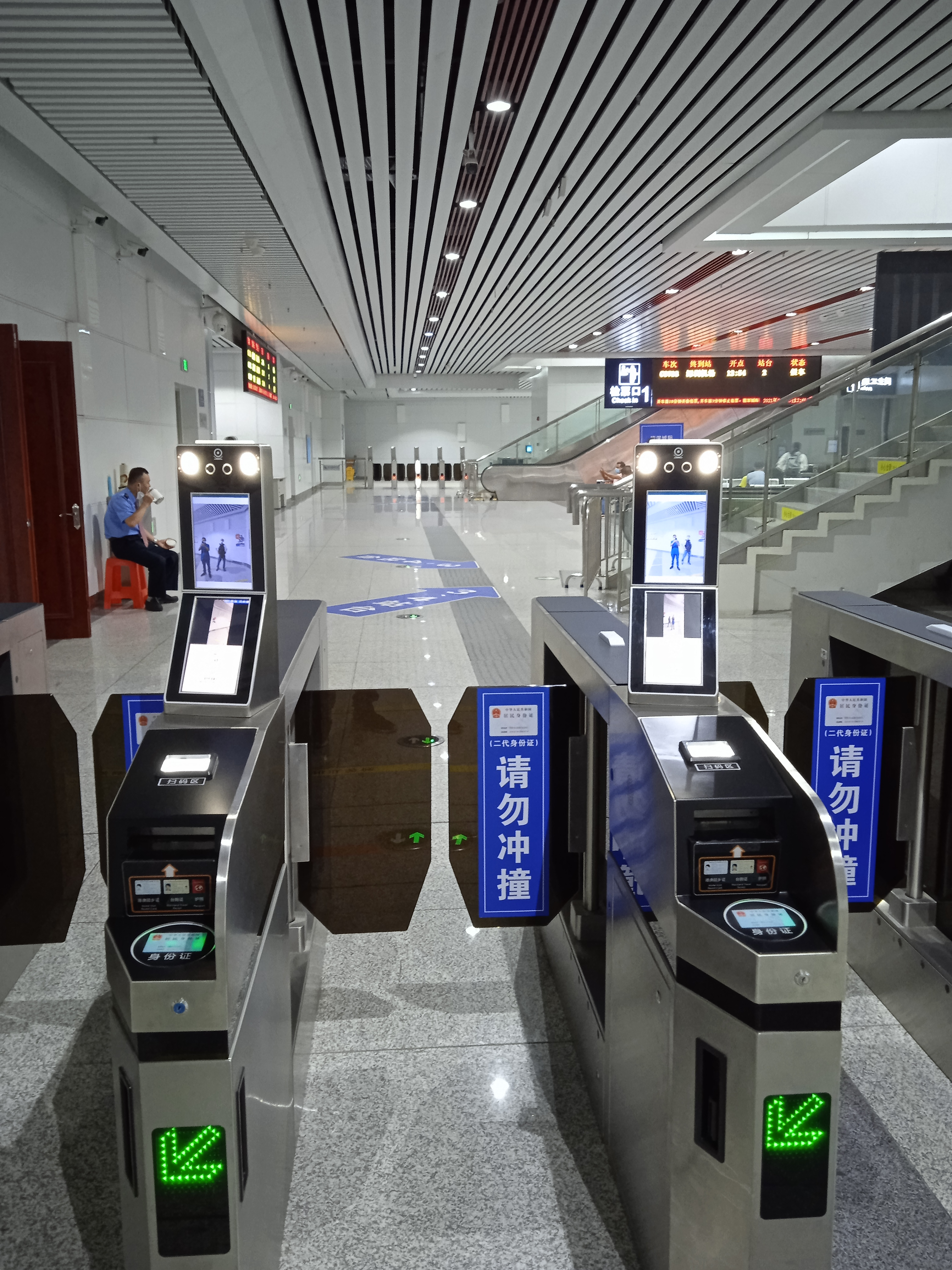
检票口
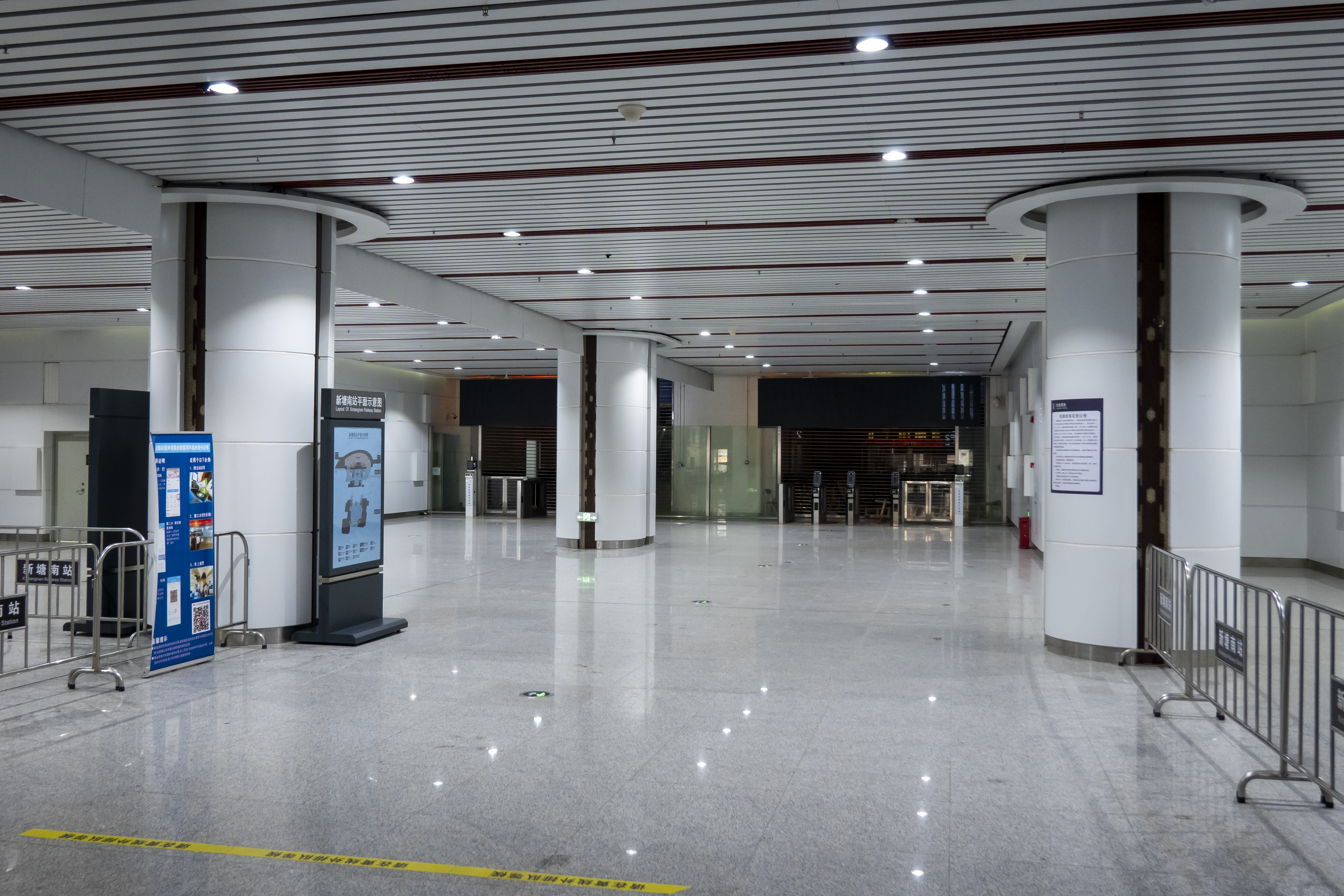
出站层
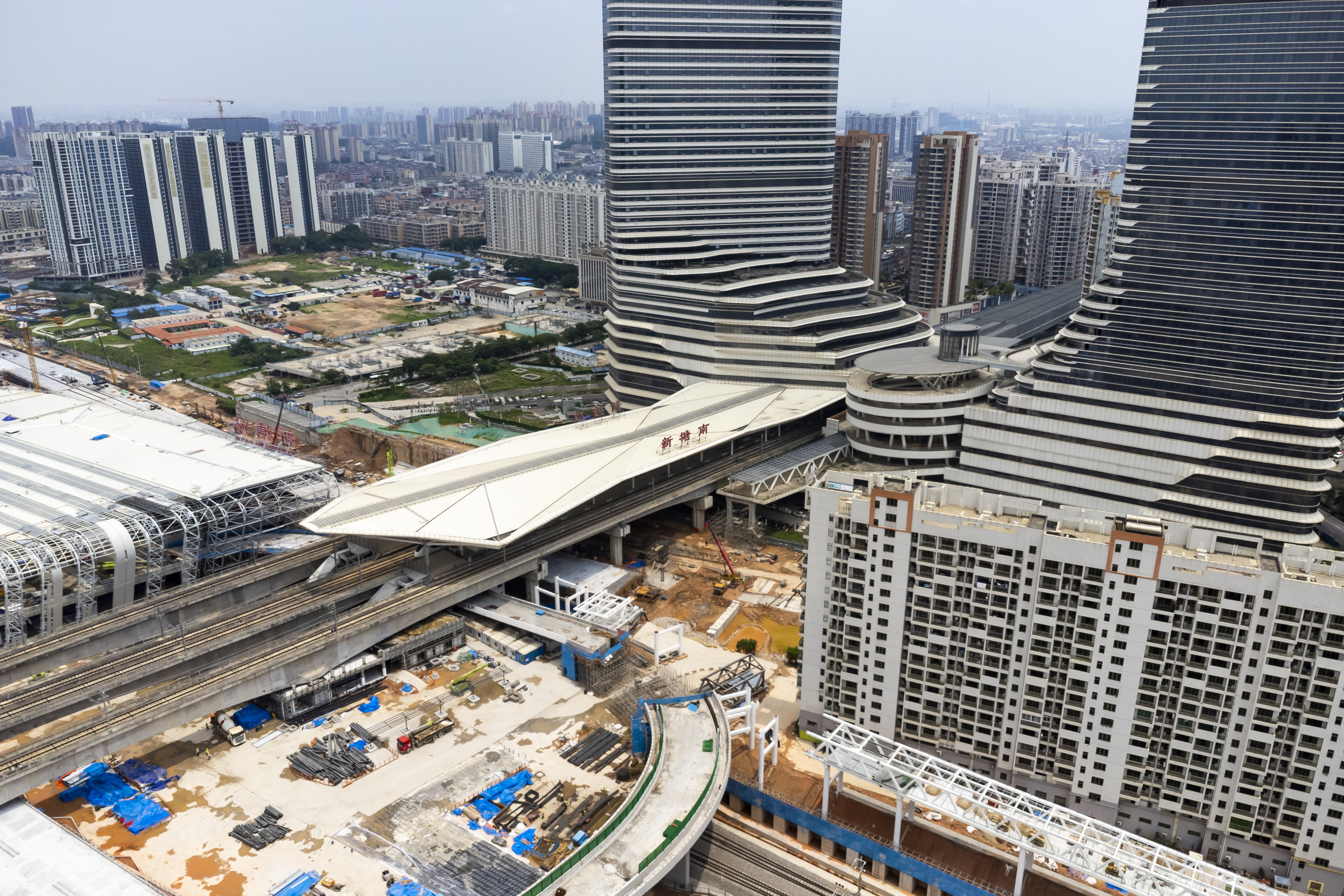
车站外观

| 地上三层 | 4站台    | 穗深城际 深圳机场方向（下站：中堂）  |  |  |
|          | 岛式站台 |                                      |  |  |
|          | 3站台    | 穗深城际 深圳机场方向（下站：中堂）  |  |  |
|          | 2站台    | 穗深城际 深圳机场方向（下站：中堂）  |  |  |
|          | 岛式站台 |                                      |  |  |
|          | 1站台    | 穗深城际 深圳机场方向（下站：中堂）  |  |  |
| 地上二层 | 进站层   | 进站口、售票处、候车厅               |  |  |
| 地面     | 出站层   | 出站大厅、出站口、凯达尔枢纽国际广场 |  |  |

- 站台
- 检票口
- 出站层
- 车站外观

## 历史
穗莞深城际规划初期，线路广州一端终点站位于鱼珠，不经过增城区。此后有诸多意见建议将线路首期终点改为新塘，以带动广州东部地区发展。2009年5月，媒体报道称线路首期终点已根据建议调整至新塘站。2011年5月，铁道部计划司与广东省发改委对珠三角城际规划实施方案开展审查，后确定新增白云机场至新塘线的规划，线路北延段规划得以落地。
本站于2018年6月2日开工，为穗深城际最后一座开工车站。
本站与临近的国铁新塘站站体相对独立，故未沿用既有车站名称。为区分两站，国铁新塘站于2018年9月10日更名为「新塘北站」，本站继续沿用工程名新塘站；惟两站于2019年10月8日再次更名，国铁新塘北站复名「新塘站」，本站则改为新塘南站。
2019年12月15日，新塘南站随穗深城际开通而运营。

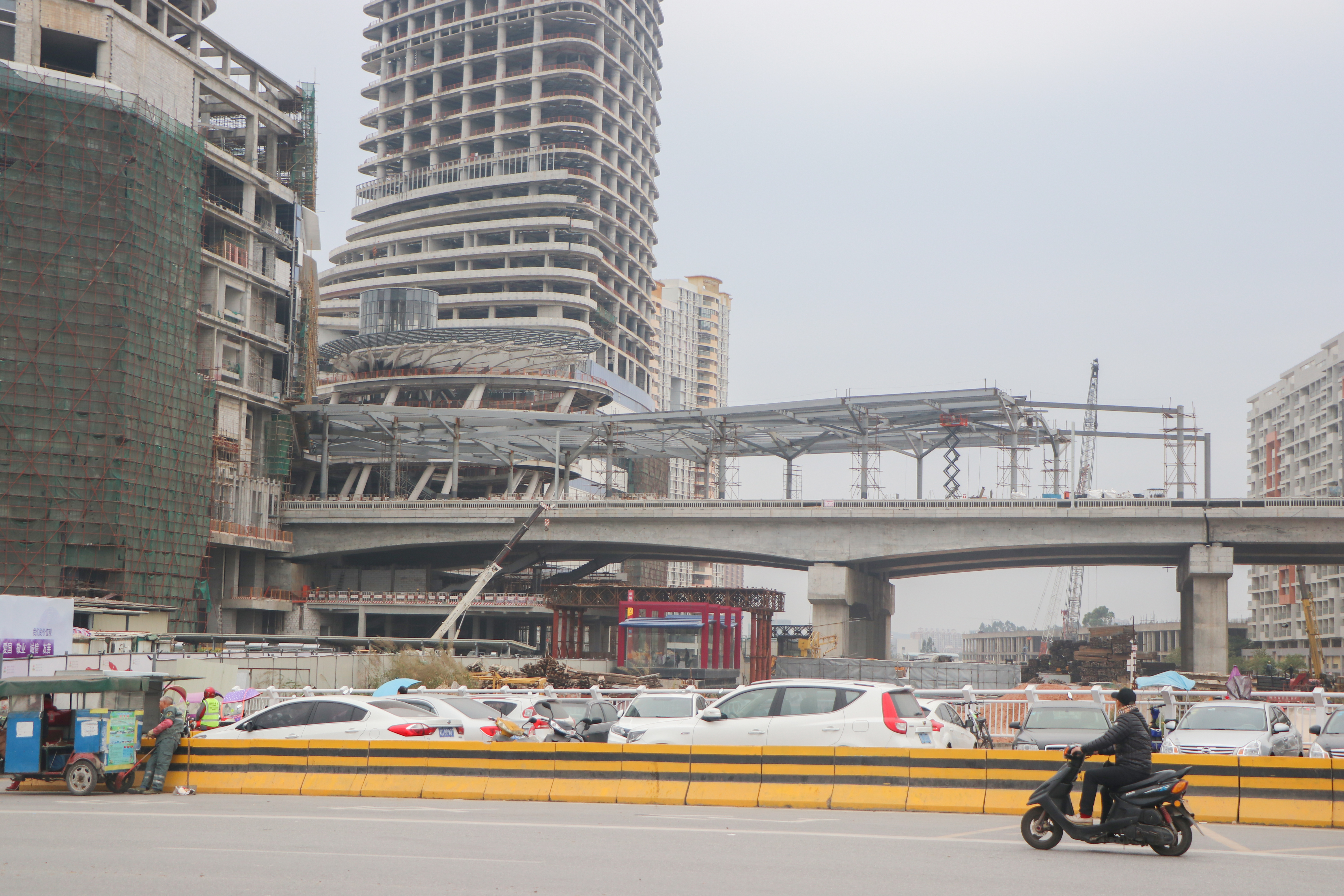
在建的车站（2018年12月）
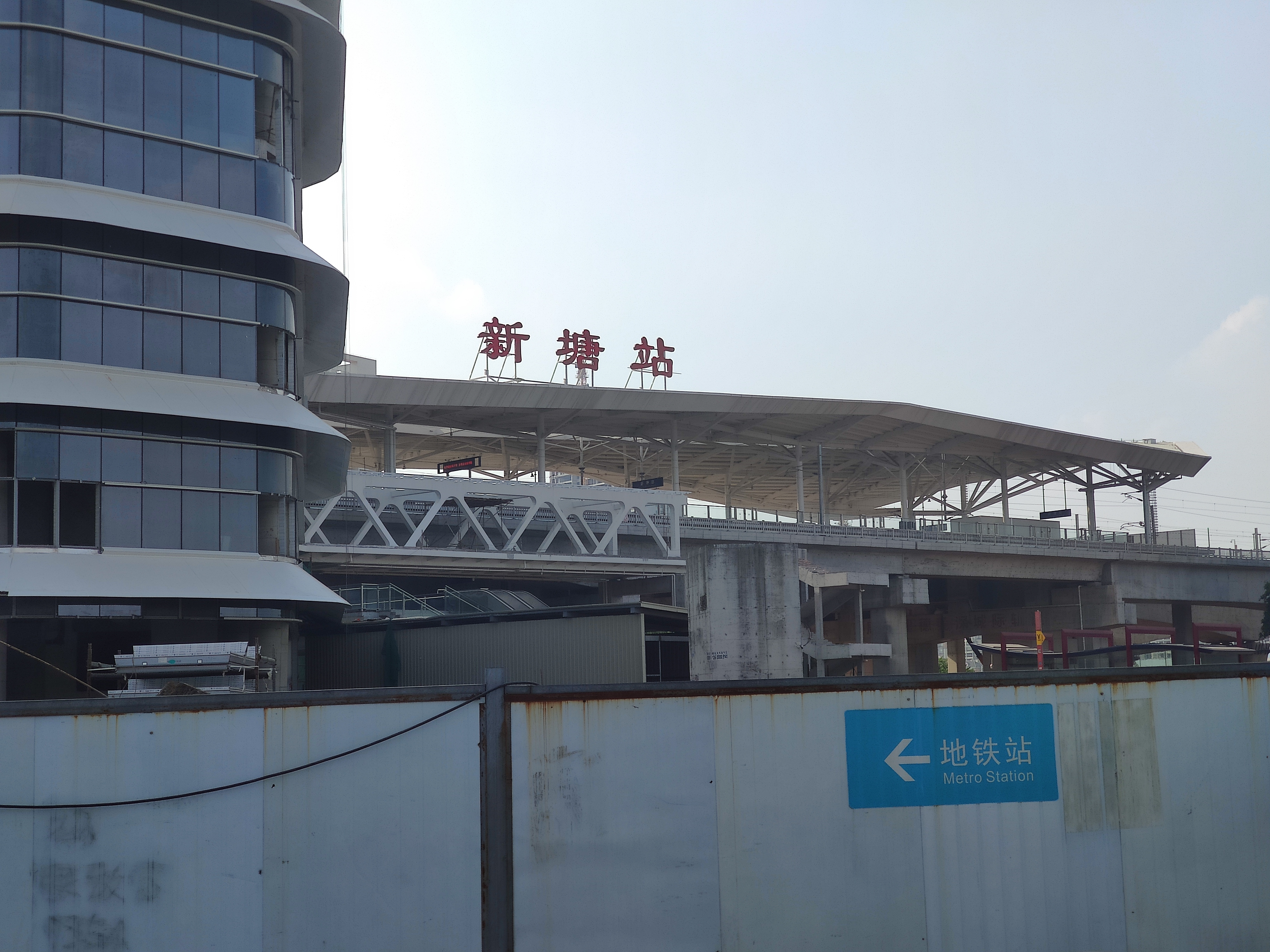
“新塘站”时期的车站（2019年10月）

## 接驳交通
广州地铁13号线新塘站、国铁新塘站以及众多增城公交线路可与本车站接驳。